# Киселевка (Ростовская область)
Киселевка — село в Заветинском районе Ростовской области России. Административный центр Киселевского сельского поселения.
Население — 1701 (2010)

## География
Село расположено в сухих степях на северо-востоке Заветинского района в пределах Ергенинской возвышенности, относящейся к Восточно-Европейской равнине, на реке Акшибай, на высоте около 90 метров над уровнем моря. Рельеф местности холмисто-равнинный. Почвы светло-каштановые солонцеватые и солончаковые.
По автомобильным дорогам расстояние до областного центра города Ростов-на-Дону — 440 км, до районного центра села Заветное — 28 км.

### Климат
Для села, как и для всего Заветинского района характерен континентальный, засушливый климат, с жарким летом и относительно холодной и малоснежной зимой (согласно классификации климатов Кёппена — Dfa). Среднегодовая температура воздуха положительная и составляет + 9,0 °C, средняя температура самого жаркого месяца июля + 24,5 °C, средняя температура самого холодного месяца января −6,2 °C. Расчётная многолетняя норма осадков — 344 мм, наибольшее количество выпадает в июне (40 мм), наименьшее в феврале-марте (по 21 мм) и октябре (22 мм).

## История
Возникновение Киселевки связано с политикой заселения калмыцких степей и привлечения к оседлому образу жизни местного населения. Правительственная инструкция 1846 года предписывала основывать селения по трактам, проходившим через Калмыцкую степь. Предполагалось устроить 28 селений из русских крестьян и калмыков по 50 дворов каждое, с отводом крестьянам и калмыкам-простолюдинам по 30 десятин на душу м. п., нойонам по 1500 десятин, зайсангам аймачным по 400 десятин, безаймачным по 200 десятин на семейство.
Опыт привлечения калмыков к оседлости был неудачным. Русские селения заселялись сначала медленно выходцами по большей части из малоземельных Воронежской и Харьковской губерний; после крестьянской реформы 1861 года приток переселенцев усилился. Правительство обеспечивало колонистов ссудами на обзаведение хозяйства и давало различные льготы на первое время. К 1860 году на Царицынско-Ставропольском тракте, связывавшем Волгу с Северным Кавказом, в так называемой Высокой степи, в Эргенях, возникло 12 поселений, в том числе и Киселевка. В 1859 году в станице Киселева (Якшибай) имелось 76 дворов, проживало 399 мужчин и 382 женщины, имелся православный молельный дом.
Долгое время село имело второе название Якшибай по названию степной речки, в долине которой оно расположилось. Как станица Якшибай село обозначено на карте Европейской России 1862 года.
Согласно всероссийской переписи 1897 года наличное население села Киселево составило 3143 человек, постоянное 3044. К 1914 году в селе Киселево Яшкинбай имелось 526 дворов, проживало 2274 души мужского и 2288 женского пола.
В 1920 году село включено в состав Калмыцкой автономной области, в 1925 году передано в состав Сальского округа Северо-Кавказского края.
В результате последствий революции и Гражданской войны население села сократилось. Согласно переписи населения 1926 года в селе Киселевка имелось 603 двора, проживало 3101 душа обоего пола.

## Население
Динамика численности населения
| 1859 | 1897 | 1900 | 1905 | 1914 | 1926 | 2002 |
| ---- | ---- | ---- | ---- | ---- | ---- | ---- |
| 781  | 3143 | 3125 | 3652 | 4562 | 3101 | 1881 |

| 2010 |
| ---- |
| 1701 |

## Улицы
| - ул. 60 лет СССР, - ул. Береговая, - ул. Дальняя, - ул. Мира, - ул. Молодёжная, - ул. Садовая, - ул. Северная, - ул. Советская, - ул. Школьная, - ул. Шоссейная, | - проезд Полынный, - пер. Новый, - пер. Пащенко, - пер. Романова, - пер. Совхозный, - пер. Центральный. |

## Известные люди
В селе родился Коломейцев, Василий Зиновеевич — Герой Социалистического Труда.